# Kenneth Mackenzie
Kenneth Robert Henderson Mackenzie (Deptford, 31 de outubro de 1833 — 3 de julho de 1886) foi um linguista, orientalista e esoterista inglês.

## Biografia
Mackenzie nasceu em Deptford, perto de Londres (Inglaterra), em 1833.  No ano seguinte, sua família mudou-se para Viena (Áustria), onde o pai, Dr. Rowland Hill Mackenzie, foi trabalhar como cirurgião assistente no Departamento de Obstetrícia do Hospital Imperial. Mas quando seus pais retornaram à Inglaterra, por volta de 1840, ele  permaneceu em Viena, para completar sua educação, obtendo grau de excelência em idiomas: alemão, francês, latim, grego e hebraico. Afinal, aos 17 anos, estava de volta a Londres, passando a trabalhar na editora de Benjamin Disraeli.